# Horváth József (tanár, 1852–1913)
Horváth József (Gyulakuta, 1852. október 20. – Marosvásárhely, 1913. szeptember 18.) református főiskolai tanár. 

## Életútja
Középiskoláit a marosvásárhelyi református kollégiumban végezte 1871-ben; azután négy évig teológiát tanult Nagyenyeden és 1875-ben papi vizsgát tett. Az 1878/9. tanévet az utrechti és heidelbergi egyetemeken töltötte. 1882-től a marosvásárhelyi református kollégium segédtanára volt. 1885-ben a kolozsvári egyetemen középiskolai tanári oklevelet nyert és május 30-tól a marosvásárhelyi református kollegiumban a klasszika-filólogia rendes tanára volt. Az 1912/3. tanévet betegszabadságon töltötte.
Az Erdélyi Figyelőben (1879) Egy vig ficzkó című Björnson elbeszélése, németből fordítva, jelent meg. Programmértekezése a marosvásárhelyi ev. ref. kollegium Értesítőjében (1886. Az ókori klasszikusok helye gymn. oktatásunkban.)